# Lattarico
Lattarico (pronuncia Lattàrico; Lachtarikòn in greco bizantino) è un comune italiano di 3 662 abitanti della provincia di Cosenza in Calabria. 
Sorge in un'area collinare del versante interno della Catena Costiera con visione panoramica della Valle del Crati.

## Origini del nome
Il nome deriva dal nome di un possidente romano: Lattaricus. In antichità era noto ai greci e ai romani col nome Ocriculum, da ocris ("monte") di derivazione osco-umbra.

## Storia

### Simboli
Lo stemma e il gonfalone sono stati concessi con decreto del presidente della Repubblica del 30 ottobre 2008.
Il gonfalone è un drappo di azzurro.

## Società

### Evoluzione demografica
Abitanti censiti

## Amministrazione
| Periodo | Periodo   | Primo cittadino           | Partito                         | Carica  | Note |
| ------- | --------- | ------------------------- | ------------------------------- | ------- | ---- |
| 1985    | 1990      | Michele Fava              | Partito Socialista Italiano     | Sindaco |      |
| 1990    | 1993      | Luigi Benito De Luca      | Democrazia Cristiana            | Sindaco |      |
| 1993    | 1995      | Dario Ermanno Sisto Fusco | Democrazia Cristiana            | Sindaco |      |
| 1995    | 1999      | Dario Ermanno Sisto Fusco | Partito Popolare Italiano       | Sindaco |      |
| 1999    | 2004      | Rosario Belmonte          | Liste civiche di centrosinistra | Sindaco |      |
| 2004    | 2014      | Barci Antonio             | Lista civica                    | Sindaco |      |
| 2014    | in carica | Antonella Blandi          | Lista civica                    | Sindaco |      |